# Communauté de communes des Voirons
Pour les articles homonymes, voir Voiron (homonymie).
La communauté de communes des Voirons (CCV) est une ancienne communauté de communes du bassin annemassien, en Haute-Savoie, qui regroupait six communes.
Elle a désormais fusionné avec la communauté de communes de l'agglomération Annemassienne pour devenir Annemasse - Les Voirons Agglomération.

## Composition
La communauté de communes des Voirons était composée des communes suivantes :
- Bonne
- Cranves-Sales
- Juvigny
- Lucinges
- Machilly
- Saint-Cergues

La CCV comptait, en 2005, 13 000 habitants.

## Compétences
Elle s’est dotée dans un premier temps des compétences communautaires suivantes :
- Développement économique : aménagement de zones d’activités économiques communautaires, taxe professionnelle unique
- Aménagement de l'espace : la communauté de communes des Voirons, en coopération étroite avec la communauté de communes de l'agglomération Annemassienne participe à l’élaboration du schéma d’aménagement du bassin annemassien (schéma de cohérence territoriale) qui entrera en vigueur en automne 2005, ainsi qu’au projet de création d’une agglomération franco-genevoise au sein de l’association régionale de coopération (ARC).
- Politique du logement et du cadre de vie : Élaboration du programme local de l’habitat (PLH) et soutien aux infrastructures sociales.
- Collecte des ordures ménagères : 6 000 points de collecte, gestion de deux déchèteries, containers de tri sélectif sur 23 sites.
- Création, aménagement et entretien de la voirie : un réseau de 130 km.
- Police municipale intercommunale.
- Développement des équipements sportifs.
- Développement touristique : entre autres l’aménagement de sentiers de randonnée dans le massif des Voirons.

## Histoire
La communauté de communes des Voirons a été créée le 1er janvier 2003. Elle a cessé d'être le 5 décembre 2007 à la suite de son intégration à Annemasse Agglo.

## Situation géographique
Les communes de la CCV sont situées sur le flanc ouest de la chaîne des Voirons (point culminant: Signal des Voirons, 1 481 m).

## Pour approfondir